# Olga Korbut

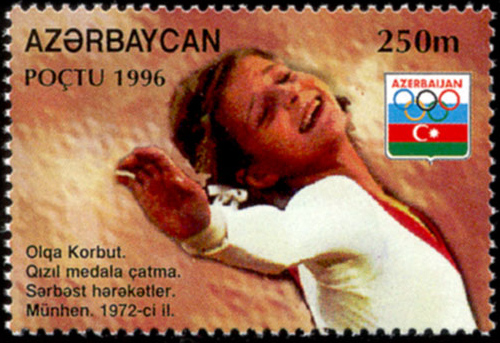
Olga Korbut auf einer aserbaidschanischen Briefmarke

Olga Walentinowna Korbut (russisch Ольга Валентиновна Корбут, belarussisch Вольга Валянцінаўна Корбут Wolha Waljanzinauna Korbut; * 16. Mai 1955 in Hrodna, Belorussische SSR, Sowjetunion) ist eine ehemalige sowjetische Kunstturnerin. Sie lebt in den USA.

## Biografie
Korbut ist die jüngste Tochter eines Ingenieurs und einer Köchin. Mit zehn Jahren begann sie 1965 ihr Training an einer Turnschule bei Jelena Woltschezkaja. Bereits im Alter von 15 Jahren gehörte sie der sowjetischen Nationalmannschaft an und belegte im Mehrkampf bei den Weltmeisterschaften 1970 in Ljubljana hinter der Siegerin Ljudmila Turischtschewa den 5. Platz. Die siebzehnjährige Olga Korbut war bei den Olympischen Spielen 1972 in München eine der beliebtesten Sportlerinnen, vor allem durch ihr Pech eines Sturzes während der Mehrkampfkonkurrenz, der dazu führte, dass sie in diesem Wettbewerb nur den 7. Platz belegte. Bei den folgenden Gerätekonkurrenzen gewann sie dann allerdings Gold für ihre Bodenkür und Gold am Schwebebalken sowie gemeinsam mit Erika Zuchold Silber am Stufenbarren hinter Karin Janz aus der DDR. Die Goldmedaille mit der sowjetischen Mannschaft machte sie zu einer der erfolgreichsten Teilnehmerinnen der Spiele von 1972. Beim Publikum und in der Sportpresse erhielt Korbut, die bei den Olympischen Spielen 1972 bei einer Körpergröße von 1,55 m nur 38 kg wog, den Beinamen „Der Spatz von Grodno“. Im selben Jahr wurde Korbut mit der Auszeichnung Sportler des Jahres von Associated Press geehrt.
Im Jahr 1972 führte Olga Korbut während der Olympischen Spiele als einzige der Welt auf dem Stufenbarren ein riskantes gymnastisches Element aus, den Korbut Flip (ein Rückwärtssalto). Es ist wegen seiner Gefährlichkeit inzwischen in Wettbewerben verboten.
Bei den Weltmeisterschaften 1974 in Warna wurde sie Weltmeisterin im Pferdsprung und in der Mannschaft sowie Vizeweltmeisterin im Mehrkampf, am Balken, auf dem Boden und am Stufenbarren. Bei den Olympischen Spielen 1976 in Montreal gewann sie erneut mit der sowjetischen Mannschaft die Goldmedaille und Silber am Schwebebalken.
Sie errang bei Olympischen Spielen vier Gold- und zwei Silbermedaillen und bei Weltmeisterschaften zwei Gold- und drei Silbermedaillen. 1977 beendete sie ihre aktive Sportlaufbahn und wurde belarussische Cheftrainerin für Frauenturnen. 1988 wurde sie als erstes Mitglied in die International Gymnastics Hall of Fame aufgenommen. Bei den Olympischen Spielen 1996 in Atlanta fungierte sie als Olympia-Attachée der belarussischen Mannschaft.
Sie war bis 2000 mit dem Sänger Leonid Bortkewitsch verheiratet, mit dem sie einen Sohn hat. Nach ihrer Scheidung heiratete sie Alex Woinitsch. Sie siedelte nach Scottsdale bzw. nach Phoenix, Arizona, in die USA über. In den USA eröffnete sie eine Turnschule. Im Februar 2017 verkaufte sie einige ihrer olympischen Medaillen zum Gesamtpreis von 333.500 US-Dollar und spendete das Geld u. a. an Kinderkrankenhäuser und Tierheime.
Korbut ist auch im Madame Tussauds in London auf dem Schwebebalken zu sehen.

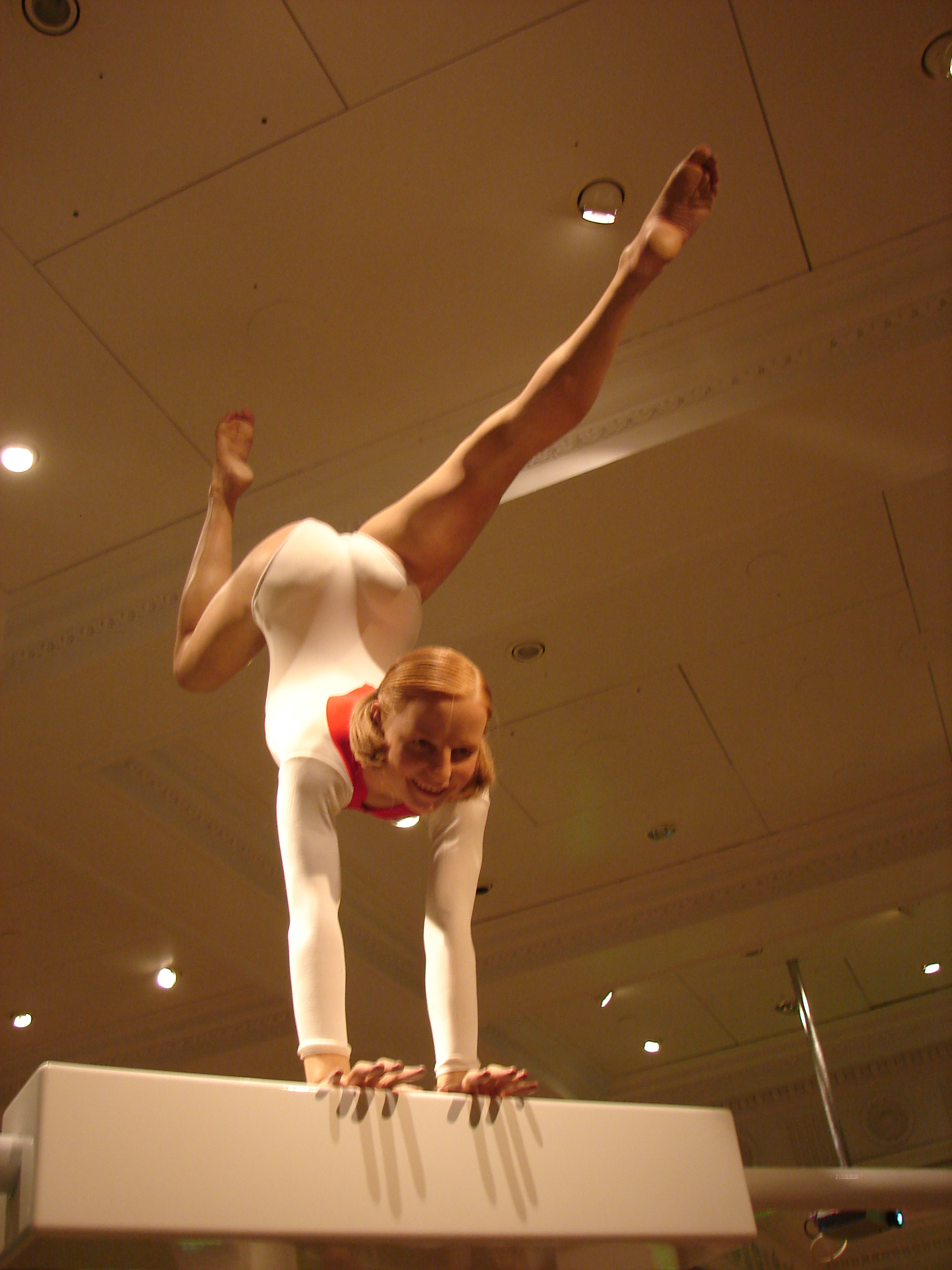
Olga Korbut von Madame Tussauds